# 沙倫鎮區 (伊利諾伊州費耶特縣)
沙倫鎮區（英語：Sharon Township）是位於美國伊利諾伊州費耶特縣的一個行政鎮區。

## 地方資料
根據2010年美國人口普查的數據，沙倫鎮區的面積為65.20平方千米，當中陸地面積為64.20平方千米，而水域面積為1.00平方千米。當地共有人口2548人，而人口密度為每平方千米39.08人。